# Castello di Himeji
Il castello di Himeji (姫路城?, Himeji-jō) è un edificio militare che si trova a Himeji, nella prefettura di Hyōgo, in Giappone. Si tratta di una delle più vecchie strutture del periodo Sengoku che sono giunte fino a noi. Dal 1993 è stato inserito nell'elenco dei Patrimoni dell'umanità dell'UNESCO. Insieme ai castelli di Kumamoto e Matsumoto fa parte dei cosiddetti Tre castelli giapponesi, dei quali è il più ampio e più visitato dai turisti. Il castello di Himeji è conosciuto anche col nome di Hakurojō, o Shirasagijō, cioè airone bianco, per via del suo colore bianco brillante all'esterno.

## Storia

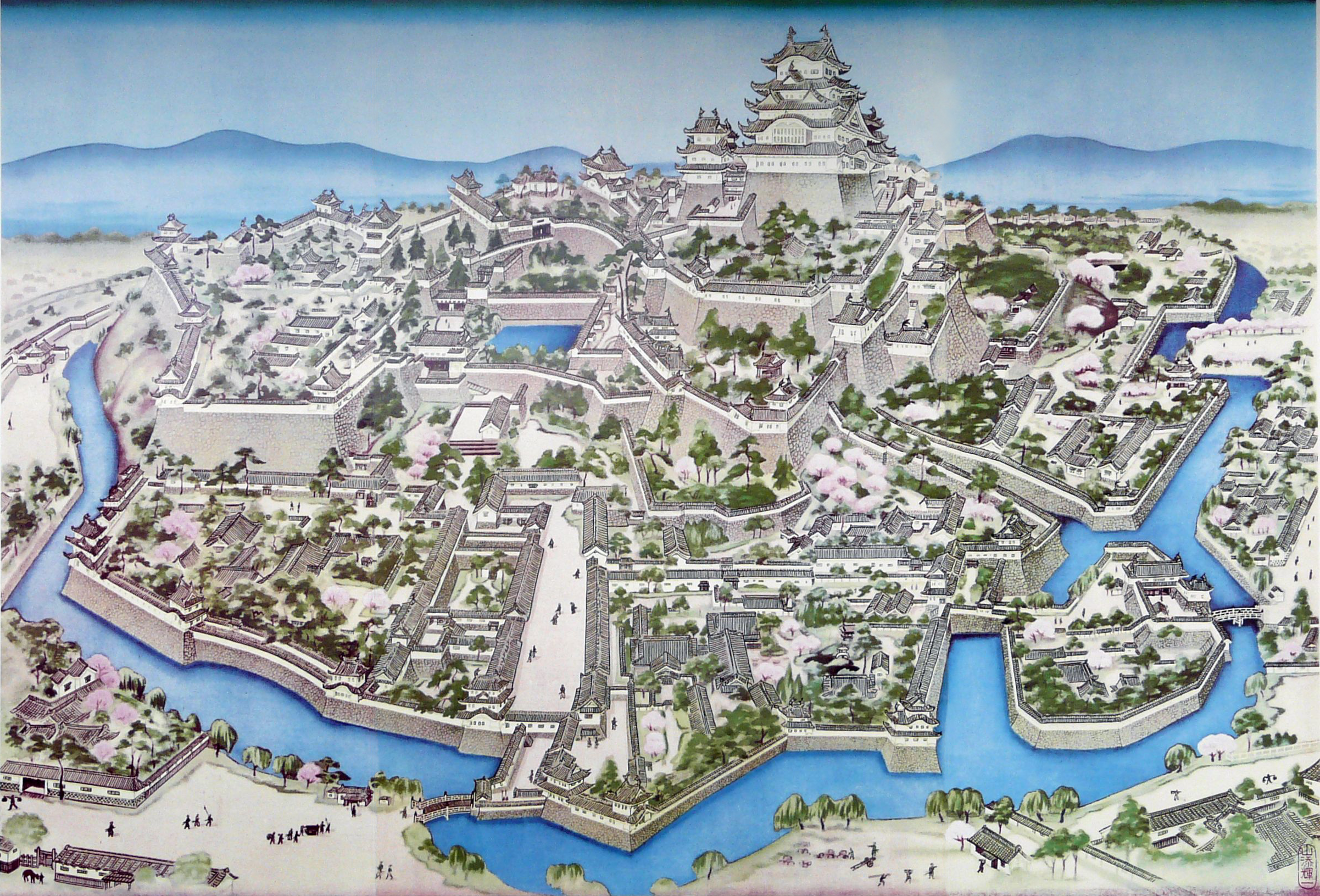
Dipinto della seconda metà dell'Ottocento

Il castello fu progettato e costruito nel corso del periodo Nanboku-chō, nei primi anni dell'epoca Muromachi. Il clan Akamatsu affiancò il principe Morinaga durante la vittoriosa guerra che pose fine allo shogunato Kamakura e fu ricompensato con l'assegnazione della provincia di Harima. Il capo del clan Akamatsu Norimura fondò nel 1333 quella che sarebbe diventata la città di Himeji, costruendo un forte sul monte Himeyama. Il figlio di Norimura, Akamatsu Sadanori, fece demolire il forte e al suo posto fece costruire una struttura chiamata castello di Himeyama, completato nel 1346. Il clan Akamatsu perse il potere in seguito alla ribellione Kakitsu e il clan Yamana si impossessò per breve tempo della struttura, che dopo la guerra Ōnin tornò in mano agli Akamatsu.
Il castello non subì sostanziali cambiamenti fino al periodo Sengoku, quando Harima divenne un feudo del clan Kuroda, il cui capo Kuroda Shigetaka lo fece ristrutturare tra il 1555 e il 1561 e lo ribattezzò castello di Himeji. Secondo i suggerimenti del nuovo capo-clan Kuroda Yoshitaka, tra il 1580 e il 1581 Hashiba Hideyoshi, che avrebbe in seguito preso il nome Toyotomi Hideyoshi, fece costruire nel castello una torre fortificata di tre piani e ne fece il proprio quartier generale per l'attacco nell'Ovest del Paese.
Dopo la battaglia di Sekigahara nel 1600 Tokugawa Ieyasu assegnò la provincia di Harima al genero Ikeda Terumasa, che con il finanziamento di Tokugawa fece ricostruire il castello. Iniziò nel 1601 facendo scavare 3 fossati e in seguito fece erigere la torre principale a sei piani che tuttora domina il complesso; i lavori terminarono nel 1609. Tokugawa usò il castello di Himeji tra il 1614 e il 1615 come base per l'assedio di Osaka, dove il rivale clan Toyotomi aveva ristrutturato l'imponente castello di Osaka. La struttura prese la forma definitiva con il bastione occidentale fatto costruire da Honda Tadamasa; i lavori finirono nel 1618.
Himeji fu uno degli ultimi possedimenti dei tozama daimyō alla fine del periodo Edo; fu tenuto dai discendenti di Sakai Tadasumi fino alla restaurazione Meiji. Nel 1868 il nuovo governo giapponese mandò da Okayama un esercito agli ordini di uno dei discendenti di Ikeda Terumasa, imponendo di non danneggiare la struttura e di espellerne gli occupanti.
Con l'abolizione del sistema han del 1871 il castello fu venduto all'asta, comprato dallo Stato per 23 yen dell'epoca (100.000 ¥ attuali). Fu bombardato durante le fasi finali della seconda guerra mondiale, ma non subì danni sostanziali benché gran parte dell'area circostante fosse stata rasa al suolo; una bomba che cadde nel complesso fortunatamente non esplose. Nel 1956 iniziò un lavoro di restauro architettonico e nel dicembre 1993 il castello fu dichiarato Patrimonio dell'umanità dall'UNESCO.
Tra ottobre 2010 e marzo 2015 fu sottoposto a un nuovo restauro che rese necessaria la chiusura in sequenza di alcune aree interne e l'installazione temporanea di impalcature esterne.

## Architettura
Il castello di Himeji è un tipico esempio di castello giapponese, con molte delle strutture architettoniche e difensive presenti in questo tipo di costruzioni. Le alte fondazioni in pietra, i muri bianchissimi, l'organizzazione e disposizione degli edifici all'interno del complesso sono elementi standard di ogni castello giapponese, come anche le postazioni dell'artiglieria e i fori per il lancio di pietre contro il nemico. 
L'elemento difensivo più importante (e forse il più famoso) è costituito dal dedalo di stradine che conduce al maschio, la struttura centrale del complesso, costruito tra il 1601 e il 1609. Le porte d'accesso, i bastioni e le mura esterne furono costruiti in modo da condurre le forze nemiche in un percorso a spirale, con numerosi vicoli ciechi, per permettere ai difensori di tenere sotto tiro costante gli assalitori. Il castello, comunque, non fu attaccato in questo modo, quindi il sistema difensivo non poté dare prova della sua efficacia.
Le tegole degli edifici e del corpo principale sono fissate con lo stucco e nelle parti anteriori presentano gli stemmi delle casate che vi si sono alternate.
Le finestre presentano delle grate atte ad evitare l’ingresso di frecce nemiche, decorate con lacca nera e foglie d’oro per evitare il propagarsi delle fiamme. Tale sistema veniva utilizzato anche nei templi Zen ed essendo una lavorazione preziosa denota un rango elevato dell’edificio.
Le aperture sui muri di recinzione, dette sama, consentivano ai soldati di difendere il castello lanciando frecce o usando armi da fuoco. Da ciò deriva la molteplicità di forme: tonde, triangolari e quadrate per le armi da fuoco, rettangolari per arco e frecce.

### I livelli
L'edificio si eleva per cinque piani, anche se nel conteggio vanno considerati anche due piani sotterranei:
- Al quinto piano erano previste delle finestre, ma furono murate. Vi è un piccolo santuario, con il kami del castello nel punto più alto.
- Al quarto piano si può vedere il pilastro centrale che sostiene la struttura da 400 anni, lungo 25 metri, con un diametro di 95 cm. Per contenere tutta l'altezza i pilastri sono due, sovrapposti e uniti da un giunto.
- Al terzo piano sono presenti finestre alte per far uscire i fumi in caso di attacco, raggiungibili con scale per fronteggiare il nemico.
- Al secondo piano vi sono diversi nascondigli per fare imboscate, insieme alle stanze per riporre le armi.
- Al primo piano venivano riposte le armi (difatti sono presenti dei ganci).
- Al piano terra si potevano scagliare pietre ad eventuali nemici.
- Al piano -1 si trova una sorta di recipiente per la raccolta d’acqua, più diversi servizi.

### Le parti del castello

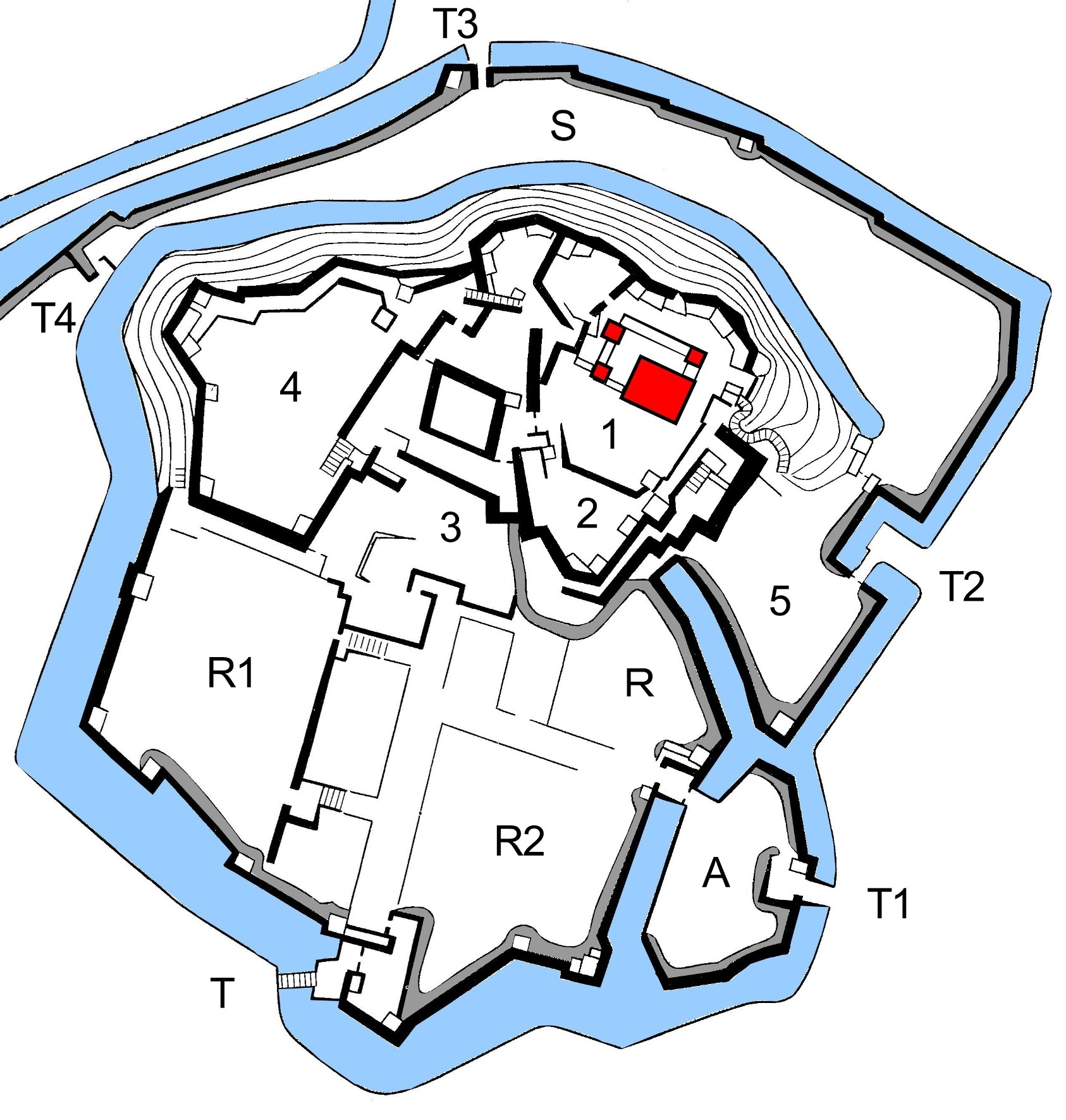
Mappa del castello: 1 - Honmaru (Bizen-Maru), 2 - Ni-no-Maru, 4 - Nishi-no-Maru

La porta Hishi (Hishi-no-Mon) è la porta di accesso al castello, le cui finestre sono decorate con lacca nera e motivi a foglie dorate.
Tra le varie mura c'è anche un fossato (Sangoku-Bori), che limitava la possibilità di attacchi del nemico.
Lungo la salita di accesso si trova una delle mura chiamate Ogi-no-Kobai, il cui spigolo ha una forma a curva simile a un ventaglio, da cui il nome “Pendio del ventaglio”
La Bizen-Mon è la porta di accesso al Bizen-Maru, rinforzata con lastre di ferro.

## Curiosità
- Presso l'edificio Jujimon Gawara, situato di fianco al castello, una delle tegole del tetto presenta nella faccia laterale un bassorilievo a forma di croce; si pensa sia dovuto al fatto che uno dei signori del castello era cristiano.[7]

- Tra i personaggi storici che abitarono il castello vi furono Senhime, nipote di Tokugawa Ieyasu, la quale venne data in sposa all'età di 7 anni ad un nemico, per favorire un matrimonio politico, ma questi fu sconfitto in una battaglia e Senhime liberata. Successivamente conobbe Honda Tadatoki, figlio del signore del castello di Himeji, e se ne innamorò. Essi ebbero la possibilità di sposarsi per amore, evento piuttosto raro nell’era Sengoku, e per questo si trasferirono nel castello.

- Secondo una leggenda, durante la costruzione del castello una povera donna anziana si presentò col desiderio di contribuire all'opera. Non essendo riuscita a trovare nulla da dare, offrì una vecchia macina in pietra che venne inserita nel muro Mizu no Ichi Mon, dove ancora oggi è possibile vederla.[7]

- Il castello è la struttura in legno più alta del Giappone.[7]

## Nella cultura popolare

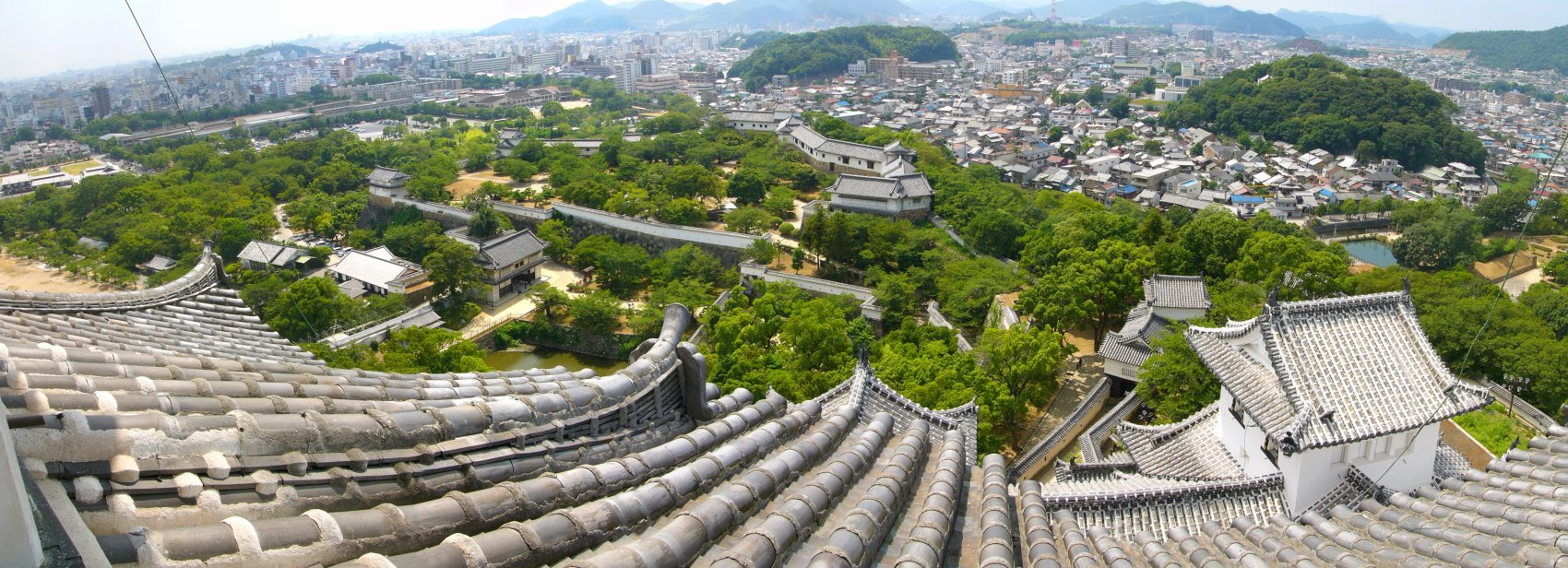
Una vista panoramica della città di Himeji dall'alto del castello

Il castello di Himeji appare molto spesso in produzioni televisive giapponesi. La residenza dell'imperatore del Giappone, conosciuta col nome di Kokyo, non possiede un maschio, così quando una produzione televisiva ha bisogno di una struttura che ne abbia uno, di solito fa ricorso al castello di Himeji.
L'edificio appare in alcuni film, fra cui:
- Agente 007 - Si vive solo due volte, con Sean Connery (1967), dove il castello è la scuola segreta di addestramento dei ninja e il centro di sviluppo delle armi di Tiger Tanaka, un alleato di James Bond;
- Shōgun - Il signore della guerra, con Richard Chamberlain (1980), girato in parte al castello di Himeji, anche se nel film viene chiamato castello di Osaka;
- Ran, di Akira Kurosawa (1985);
- L'ultimo samurai, con Tom Cruise (2003), in cui il castello viene utilizzato in alcune scene imbiancato da neve artificiale.

Nel mondo dei videogiochi è presente anche nella serie Civilization, più precisamente in Civilization V, Revolution e Revolution 2. In Age of Empires III i giapponesi, che compaiono nell'espansione The Asian Dynasties, possono costruire quattro delle cinque meraviglie a loro disponibili, tra le quali figura lo Shogunato, il quale assomiglia nell'aspetto al castello di Himeji.
In Europa Universalis IV il castello è uno dei monumenti che forniscono bonus per chi li controlla.

## Accesso
- West Japan Railway Company, Stazione di Himeji, Uscita Nord (15 minuti a piedi)

■ Sanyō Shinkansen
● Linea JR Kōbe
● Linea principale San'yō
- ■ Ferrovie Elettriche Sanyō

Linea Sanyō principale, Stazione di Sanyo Himeji (15 minuti a piedi)

## Galleria d’immagini

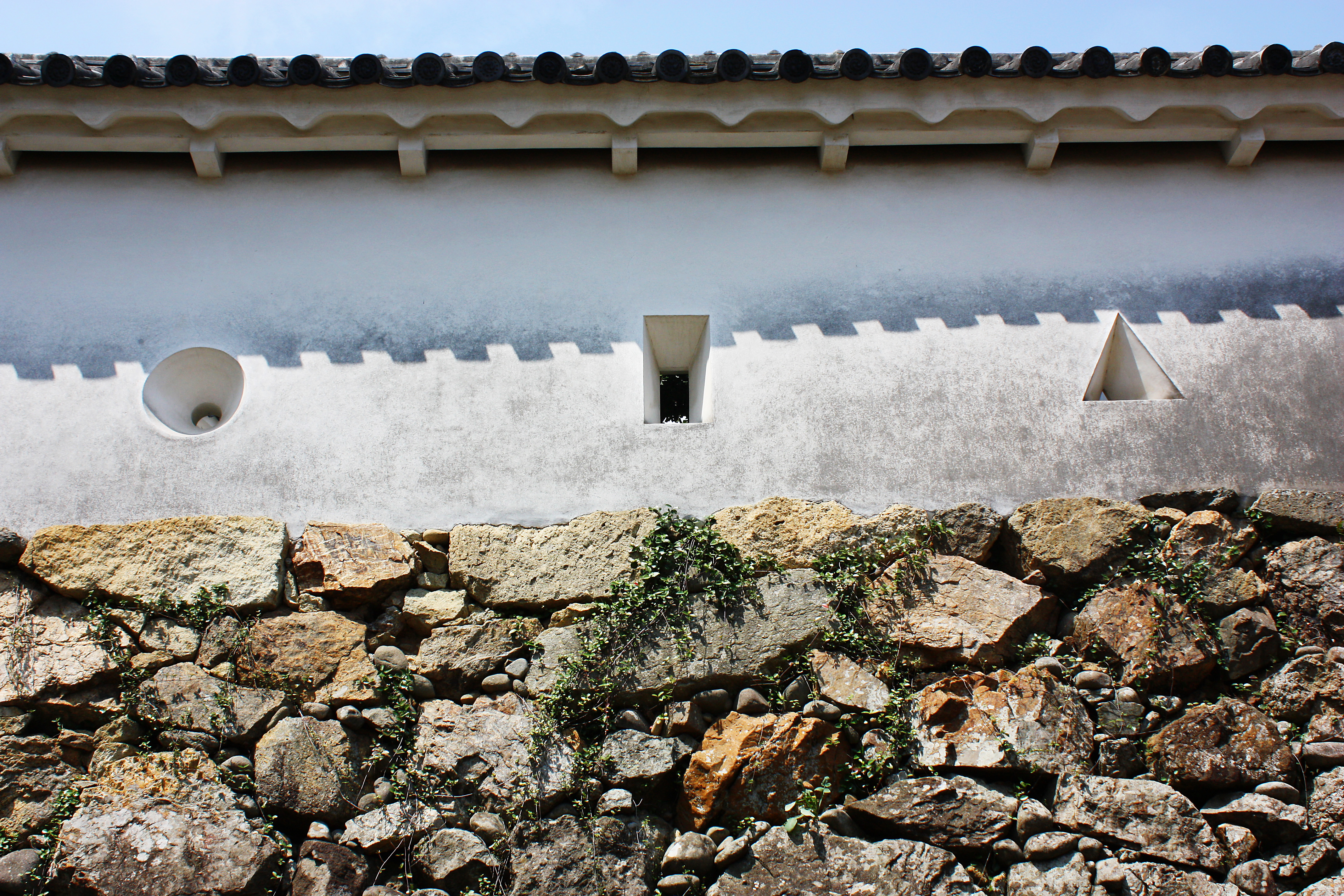
Sama, le aperture difensive del castello
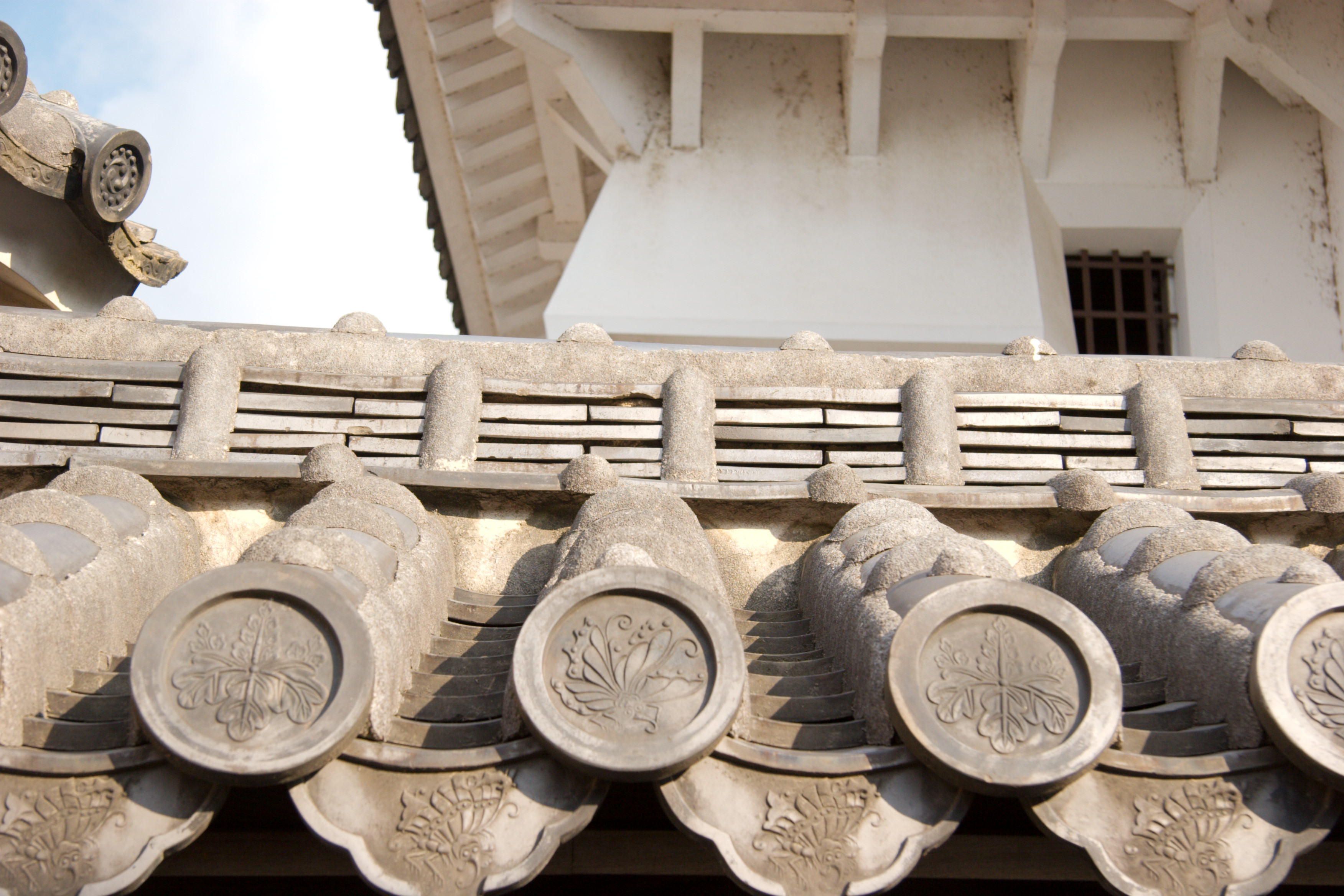
Tegole con gli stemmi delle famiglie nobiliari
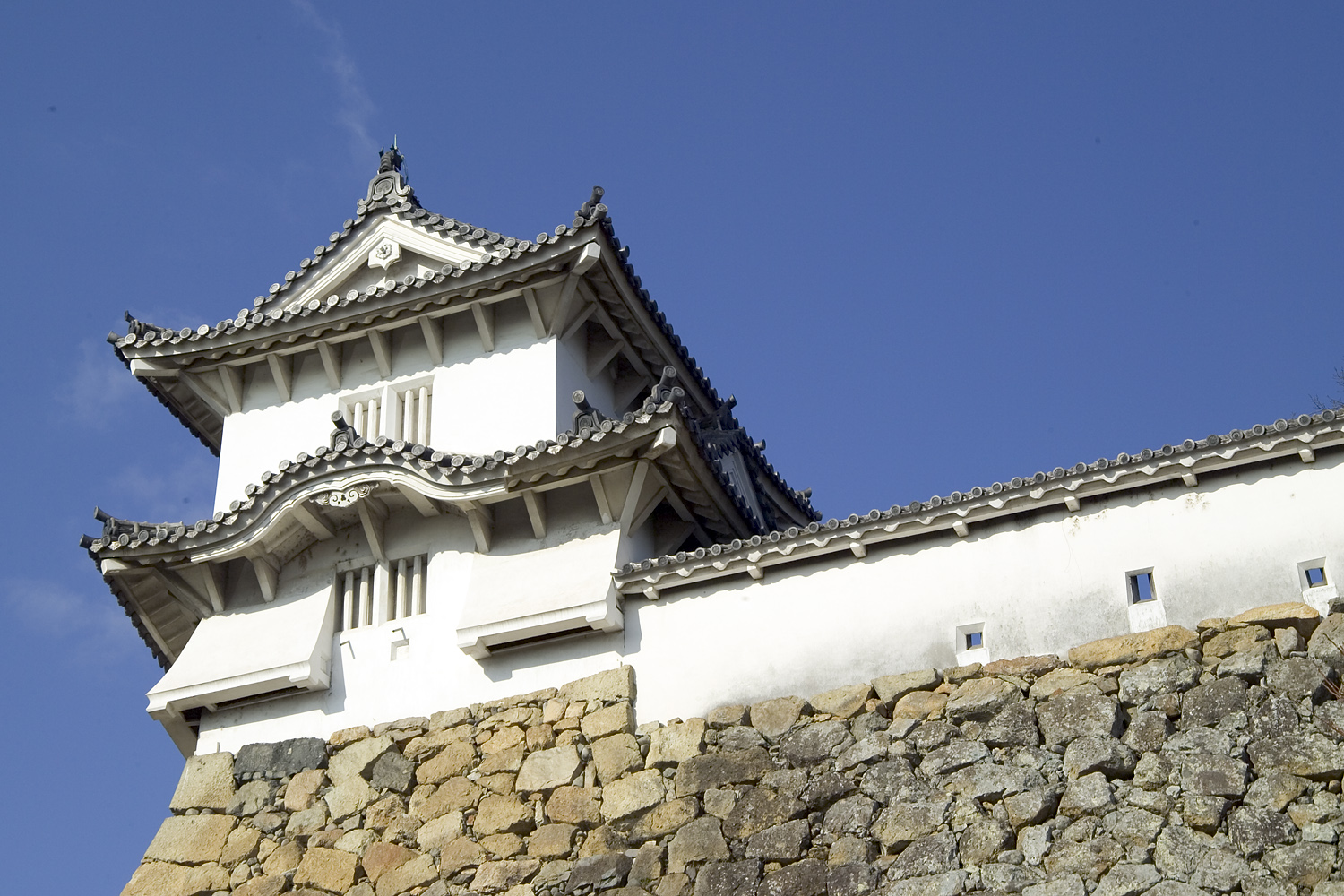
Torre del castello
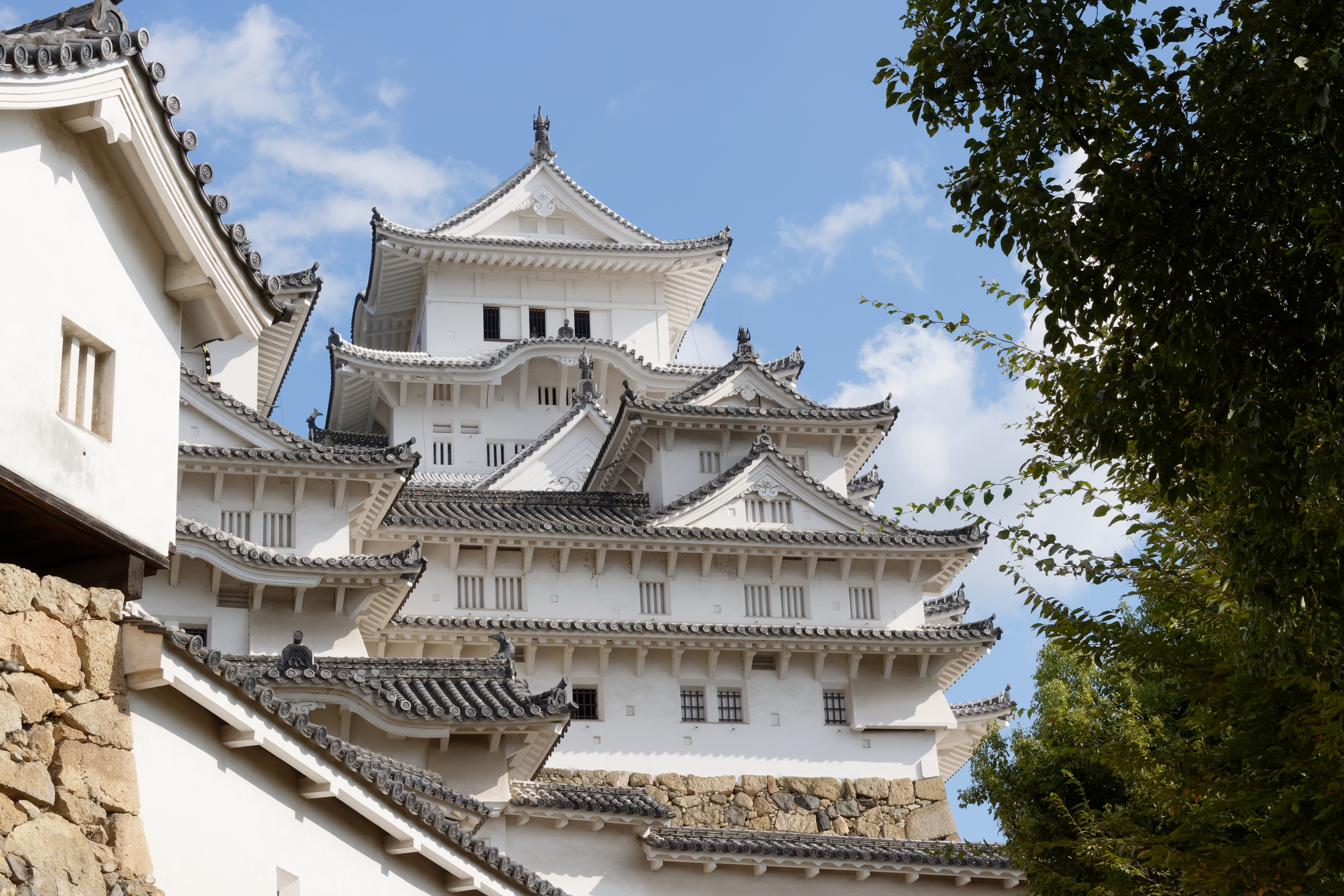